# Финска на Зимским олимпијским играма 1980.
Финска је на тринаесте Зимске олимпијске игре послала 52 својих спортиста од којих 44 мушких и 8 женских представника. Ово је било тринеасто учешће финских спортиста на Зимским олимпијским играма. Игре су одржане 1980. године у Лејк Плесиду, САД. 
Фински представници су се такмичили у нордијској комбинацији, алпском скијању, скијашким скоковима, биатлону, уметничком клизању, брзом клизању и скијашком трчању.
Заставу Финске на церемонији отварања носио је биатлонац Хејки Икола, а у укупном пласману Финска је заузела 7 место са једном златном, пет сребрних, те три бронзане медаље.

## Освајачи медаља

### Злато
- Јоуко Терменен — Скијашки скокови, велика скакаоница појединачно

### Сребро
- Јуха Мијето — Скијашко трчање, 15 км слободно
- Јуха Мијето — Скијашко трчање, 50 км слободно
- Хилка Рихивуори — Скијашко трчање, 5 км слободно
- Хилка Рихивуори — Скијашко трчање, 10 км слободно

### Бронза
- Јоуко Карјалајнен — Нордијска комбинација, мала скакаоница/15 километара трчање
- Хари Кирвеснијеми, Јуха Мијето, Мати Питкенен, Перти Теурајерви — Скијашко трчање, штафета 4 х 10 километара
- Хелена Такало — Скијашко трчање, 10 км слободно
- Јари Пујконен — Скијашки скокови, велика скакаоница појединачно